# پادشاهی سلیمان
پادشاهی سلیمان به چهارمین و آخرین پادشاه اسرائیل اشاره دارد که سلیمان بعد پدرش داوود به حکومت رسید. و از دیدگاه اسلام او پادشاه عادل و با حیوانات ارتباط داشته. سلیمان با پادشاهی لبنان در صور روابط خوبی داشت و در اورشلیم معبدی بزرگ ساخت که سالها بعد توسط بابل تخریب شد و دوباره توسط کوروش کبیر ساخته شد و دوباره توسط امپراطوری روم تخریب شد. یکی از داستان‌های پادشاهی سلیمان معروف به سلیمان و مور است طبق روایت تورات سلیمان در اواخر پادشاهی خود با دختر فرعون و بت‌پرست‌ها ازدواج و بت خانه ساخت و کافر و مشرک شد اما این ادعا توسط قرآن رد شده و سلیمان کافر نشده سلیمان در چند ماه آخر پادشاهی با شورش یربعام روبرو شد و چند ماه بعد درگذشت بعد او برای جانشینی اش بین یربعام و رحبعام اختلاف شد که منجر به تقسیم اسرائیل (جانشینی سلیمان) شد. در قرآن سلیمان پیامبر و پادشاه بنی‌اسرائیل بوده است و سومین پادشاه اسرائیل است. بعد پادشاهی سلیمان پادشاهی اسرائیل پایان یافت، سلیمان پسر داوود از تبار یهودا بود و نسل پادشاهی سلیمان به پادشاهی یهودا منتقل شد.